# Basilica di Sant'Andrea
De Basilica di Sant'Andrea is een renaissancistische rooms-katholieke kerk en basilica minor in Mantua in Lombardije, Italië.
In opdracht van Lodewijk III Gonzaga werd er in 1472 begonnen met de bouw van de kerk naar het ontwerp van Leon Battista Alberti op de locatie van een Benedictijns klooster. Van dit klooster resteert alleen de klokkentoren uit 1414. het gebouw werd echter pas 328 jaar later voltooid. Ondanks de latere veranderingen en uitbreidingen op het ontwerp van Alberti, wordt de kerk nog steeds gezien als een van de meest complete werken van Alberti.

## Geschiedenis
De façade werd gebouwd tegen een aangrenzende reeds bestaande klokkentoren en werd gebaseerd op het schema van de oude Boog van Titus. Het is grotendeels een bakstenen gebouw met bepleistering. Ze wordt gedefinieerd door een grote centrale boog die geflankeerd wordt door Korinthische pilasters. Er zijn smallere openingen aan de rechter en linker zijde van de boog. Een nieuw aspect van het ontwerp was de integratie van een lagere orde, bestaande uit de gegroefde Korinthische zuilen, met de Kolossale orde, bestaande uit de hogere, ongegroefde pilasters. Het geheel wordt bekroond door een fronton en daarboven een gewelfde structuur, waarvan het doel niet precies bekend is, maar vermoedelijk dient om het venster erachter te beschaduwen.
Een belangrijk aspect van het ontwerp van Alberti was de correspondentie tussen de verhogingen in de gevel en het interieur, beide uitwerkingen van het triomfboogmotief. Het schip is overwelfd door een tongewelf, een van de eerste keren dat een dergelijke vorm gebruikt is in zo'n monumentale schaal sinds de oudheid, en zeer waarschijnlijk naar voorbeeld van de Basilica van Maxentius in Rome. Oorspronkelijk was het gebouw zonder transept gepland, en mogelijk zelfs ook zonder koepel. Deze constructiefase eindigde ongeveer in 1494.
In 1597 werden de laterale armen toegevoegd en werd de crypte voltooid. De enorme koepel (1732-1782) werd ontworpen door Filippo Juvarra, en de laatste versieringen aan de binnenzijde toegevoegd onder Paolo Pozzo en anderen in de late 18e en vroege 19e eeuw.

## Relikwie van het Heilig Bloed
Het doel van het nieuwe gebouw was om pelgrims de ruimte te bieden tijdens het feest van Hemelvaart, waarbij een flacon, dat volgens gelovigen het bloed van Christus bevat, omhoog wordt gebracht vanuit de crypte door een holte in de vloer direct onder de koepel. Het reliek genaamd "Preziosissimo Sangue di Cristo" ("Het Allerkostbaarst Bloed van Christus"), is bewaard gebleven in de heilige vaten, en is volgens de traditie naar Mantua gebracht door de Romeinse centurion Longinus. Het werd zeer vereerd tijdens de renaissance. Deze heiligdommen worden alleen op Goede Vrijdag aan de gelovigen getoond en dan naar buiten gebracht om met een processie door de straten van Mantua gevoerd te worden.